# ESV Ingolstadt
ESV Ingolstadt – niemiecki klub piłkarski, mający siedzibę w mieście Ingolstadt (w dzielnicy Ringsee), działający w latach 1919–2004 (od 2004 roku sekcja piłkarska jako FC Ingolstadt 04).

## Historia
Klub został założony 15 lutego 1919 jako FC Viktoria Ingolstadt, w październiku 1921 połączył się z TV 1861 Ingolstadt tworząc VfR Ingolstadt. 6 czerwca 1925 połączył się z SpVgg Ringsee tworząc VfB Ingolstadt-Ringsee, a w 1943 połączył się z MTV Ingolstadt tworząc KSG Ingolstadt. 28 grudnia 1946 połączył się z TSV Ingolstadt tworząc VfL Ingolstadt-Ringsee. 1 czerwca 1951 zmienił nazwę na Eisenbahner-SV Ingolstadt-Ringsee. 5 lutego 2004 połączył się z MTV Ingolstadt tworząc FC Ingolstadt 04.

## Sukcesy
- 3 sezony w Gaulidze Bayern (1. poziom): 1936/37-37/38 oraz 1943/44 (jako KSG Ingolstadt).
- 5 sezonów w Landeslidze Bayern (2. poziom): 1945/46-49/50.
- 1 sezon w 2. Oberlidze Süd (2. poziom): 1962/63.
- 7 sezonów w Regionallidze Süd (2. poziom): 1963/64-65/66 i 1968/69-71/72.
- 2 sezony w 2. Bundeslidze Süd (2. poziom): 1979/80-80/81.
- 19 sezonów w Amateurlidze Bayern (3. poziom): 1950/51-59/60, 1961/62, 1966/67-67/68 i 1972/73-77/78.
- 4 sezony w Amateur-Oberlidze Bayern (3. poziom): 1978/79, 1981/82 i 1984/85-85/86.
- mistrz Amateurliga Bayern (3. poziom): 1962 (awans do 2. Oberligi Süd) oraz 1968 (awans do Regionalligi Süd)
- mistrz Amateur-Oberliga Bayern (3. poziom): 1979 (awans do 2. Bundesligi)
- mistrz 2. Amateurliga Oberbayern B (4. poziom): 1961 (awans do Amateurligi Bayern)
- mistrz Landesliga Bayern-Süd (4. poziom): 1984 (awans do Amateur-Oberligi Bayern)
- mistrz Bezirksoberliga Oberbayern (5. poziom): 1991 (awans do Landesligi Bayern-Süd)
- mistrz Bezirksliga Oberbayern-Nord (7. poziom): 2000 (awans do Bezirksoberligi Oberbayern)
- amatorskie mistrzostwo Niemiec: 1979 (mistrz) oraz 1978 (finalista)
- finalista Pucharu Bawarii: 1949